# Dégénération
Singles de Mylène Farmer
Déshabillez-moi (Live)
(2007) Appelle mon numéro
(2008)
Dégénération est une chanson de Mylène Farmer, sortie en single le 19 juin 2008 en version digitale et le 18 août 2008 en version physique, en tant que premier extrait de l’album Point de suture.
Sur une musique électro composée par Laurent Boutonnat, la chanteuse écrit un texte avec peu de paroles, répétant plusieurs fois les mots « Sexy coma, Sexy trauma » et jouant sur les allitérations (« Coma t'es sexe, t'es Styx, test statique. Coma t'es sexe, t'es Styx, extatique »).
Le clip, réalisé par Bruno Aveillan et tourné dans un hôpital psychiatrique désaffecté de Prague, présente la chanteuse comme une créature disposant de pouvoirs surnaturels, qui tente de transformer la violence humaine en amour.
Bien que certains aient noté des similitudes avec le film Le Cinquième Élément de Luc Besson et la scène finale du livre Le Parfum de Patrick Süskind, le clip a en réalité été inspiré par le film Morts suspectes de Michael Crichton et par les tableaux La Mort de Sardanapale de Delacroix et Le Radeau de La Méduse de Géricault.
Le titre connaît le succès, se classant no 1 des ventes et des téléchargements en France, où il devient la 22e meilleure vente de singles de l'année 2008.

## Contexte et écriture
Trois ans après l'album Avant que l'ombre..., pour lequel elle s'était produit à Bercy durant 13 soirs pour un spectacle intransportable en janvier 2006, Mylène Farmer annonce son retour au printemps 2008 avec la sortie prochaine d'un album et d'une tournée qui la mènera notamment au Stade de France le 12 septembre 2009.

Lors de la mise en vente de ces places, l'affluence est telle qu'elle fait saturer tous les sites de réservation : l'intégralité des places est vendue en deux heures.
Une deuxième date est alors ajoutée, qui affichera complet en une heure.

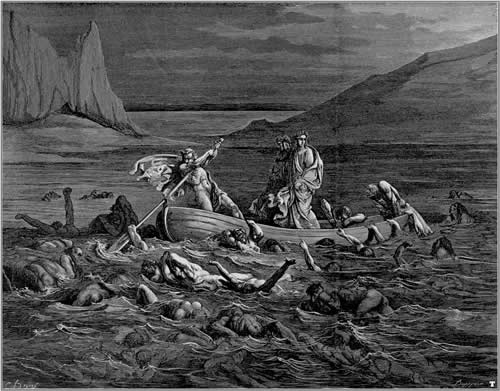
Le Styx.

Cet album, que la chanteuse souhaite plus électro, est annoncé pour le 25 août 2008 sous le titre Point de suture.

En guise de premier extrait, Mylène Farmer choisit Dégénération, un morceau électro composé par Laurent Boutonnat avec très peu de paroles, la chanteuse répétant plusieurs fois les mots « Sexy coma, Sexy trauma » et jouant sur les allitérations (« Coma t'es sexe, t'es Styx, test statique. Coma t'es sexe, t'es Styx, extatique »).
Elle fait ainsi de nouveau référence au Styx, le fleuve des Enfers dans la Mythologie grecque qu'elle avait déjà évoqué dans L'Instant X et mis en images dans le clip À quoi je sers. Elle reconnaîtra également avoir fait un clin d’œil avec Dégénération à son titre Génération Désenchantée.

## Sortie et accueil critique

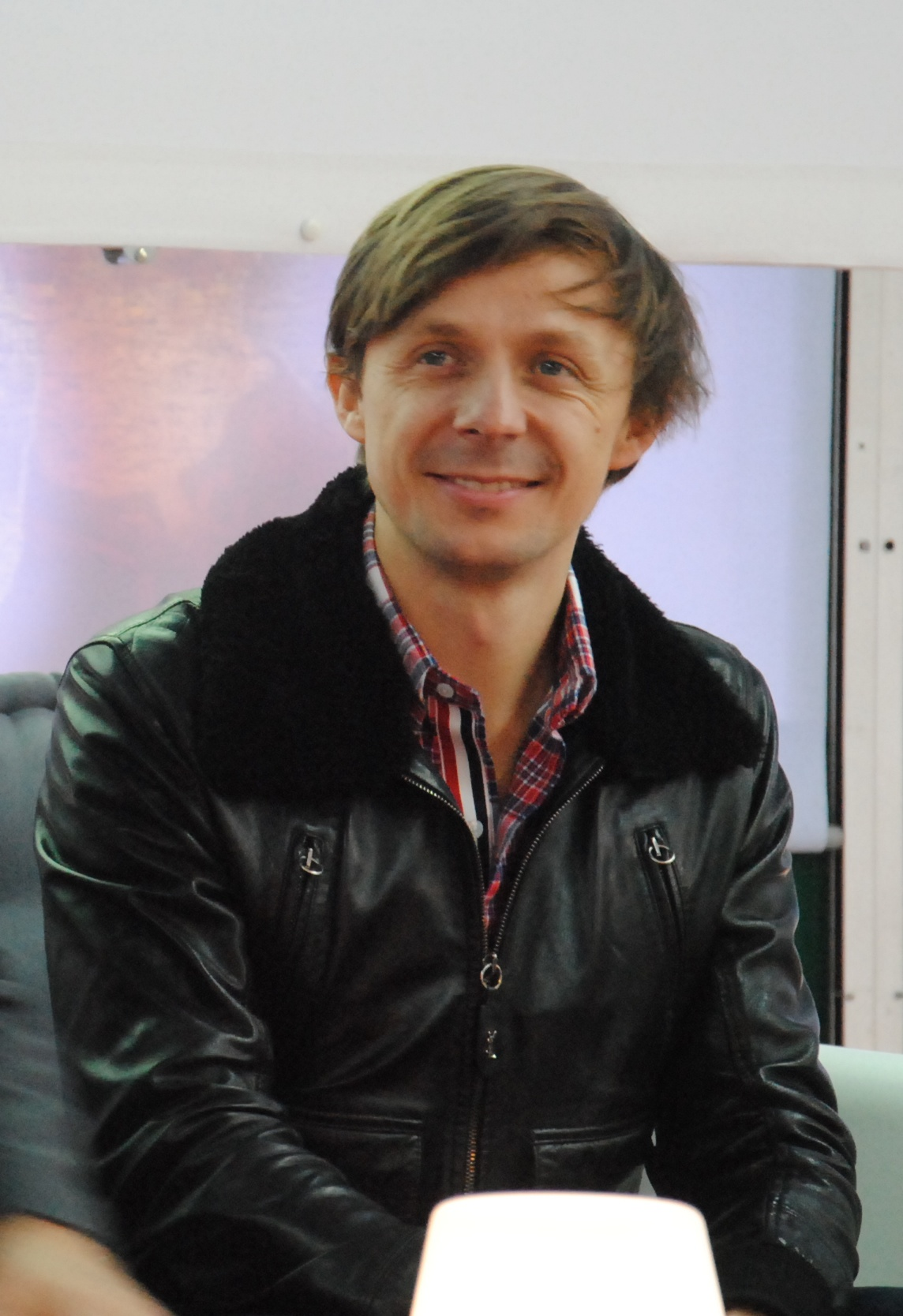
Le DJ Martin Solveig a réalisé un remix de Dégénération.

Disponible en téléchargement le 19 juin 2008, le single sort en physique le 18 août 2008, une semaine avant l'album Point de suture. La version single est plus courte que celle présente sur l'album.
La pochette du single, signée par Simon Hawk (un pseudonyme de John Nollet), est inspirée par les photographies Everyone de Sophie Ristelhueber et Le Violon d'Ingres de Man Ray. Dans la même position que celle du modèle du Violon d'Ingres (assise nue, de dos et la tête légèrement de profil), la chanteuse porte une large cicatrice qui lui recouvre tout le dos, représentant les lettres IY/H, ce qui signifie « Avec la volonté de Dieu » en hébreu.
Le DJ Martin Solveig réalise un des remixes de ce titre, Degenerave Remix, et le joue au Stade de France le 5 juillet 2008 lors de la grande soirée Unighted by Cathy Guetta.

### Critiques
- « Une électro pop puissante et efficace. » (Le Télégramme de Brest)[8]
- « Le titre est assez efficace avec son piano électrique un peu rêche et sa rythmique big beat. » (Var-Matin)[9]
- « Un puissant single technoïde. » (L'Écho républicain)[10]
- « Rythmique puissante, voix très en avant, texte imperturbablement farmerien. » (Le Figaro)[11]
- « Un premier single aseptisé et répétitif. » (20 minutes)[12]
- « Une petite bombe électro-pop qui lorgne Depeche Mode. Un avant-goût prometteur de son nouvel album.. » (Coop)[13]
- « Un nouveau single très électro, moins mélodieux que ses précédents titres mais tout aussi efficace. Du Mylène 100% Farmer. » (Star Ac Mag)[14]
- « Un single répétitif et sans refrain. » (Télé star)[15]
- « Une véritable bombe techno. A la fois sexy et violent, le titre décoiffe, grâce entre autres à une réalisation en béton signée Laurent Boutonnat. » (Métro)[16]
- « Mylène Farmer conjugue son aura de soufre éthérée avec quelques exercices de style néo-gainsbourien. » (Libération)[17]
- « Sur une musique très électro, Mylène se livre à un exercice stylistique autour d'onomatopées, d'allitérations et de musiques internes au texte. »[3]

## Vidéo-clip
Réalisé par Bruno Aveillan, le clip est tourné pendant une semaine à l'asile de Bohnice, un hôpital psychiatrique désaffecté de Prague, en République tchèque.
Une trentaine de comédiens est recrutée, notamment des danseurs de la troupe Cave Canem de Philippe Combes.
Dans cette vidéo, Mylène Farmer est présentée comme une créature extra-terrestre disposant de pouvoirs surnaturels, qui tente de transformer la violence humaine en amour.
Bien que certains aient noté des similitudes avec le film Le Cinquième Élément de Luc Besson et la scène finale du livre Le Parfum de Patrick Süskind, le clip a en réalité été inspiré par le film Morts suspectes de Michael Crichton (intitulé Coma dans sa version originale) et par les tableaux La Mort de Sardanapale de Delacroix et Le Radeau de La Méduse de Géricault, le réalisateur voulant filmer « un océan de corps ».

Des scènes beaucoup plus explicites avaient été envisagées mais n'ont finalement pas été retenues.
Le troisième single de l'album Point de suture, Si j'avais au moins..., sera la suite du clip de Dégénération, les deux clips faisant partie d'un court-métrage intitulé The Farmer's Project d'une durée totale de plus de 15 minutes et diffusé en intégralité à partir du mois de janvier 2009.

### Synopsis

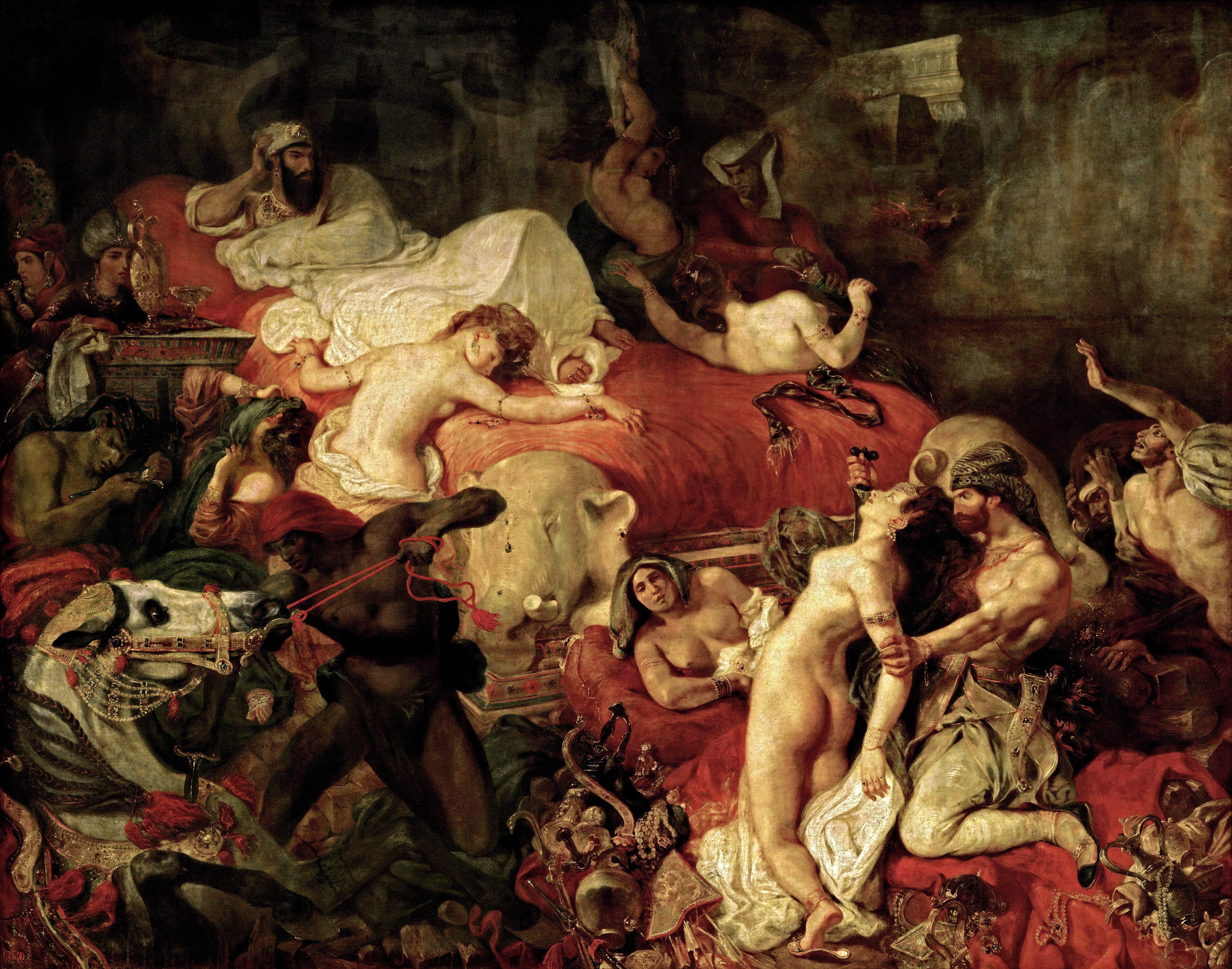
La mort de Sardanapale de Delacroix.

Au sein d'un hôpital militaire, une femme rousse est allongée et ligotée sur une table d'opération, telle une cobaye, entourée par plusieurs scientifiques et soldats nazis.
Commençant à reprendre conscience, celle-ci se met alors à léviter avant de rompre ses liens, provoquant la panique dans le laboratoire.
Alors que les gardes armés et les médecins accourent pour tenter de la contenir, elle les immobilise en lançant à leur encontre des effluves bleutés.
Ceux-ci sont alors pris d'une envie irrésistible de contact charnel et se mettent à s'embrasser, se toucher et se déshabiller, tandis que la créature continue de répandre ses effluves.
Tandis qu'une véritable orgie se déroule entre les soldats et le personnel médical, la créature rousse quitte tranquillement le laboratoire.

### Sortie et accueil
Le clip, interdit aux moins de 10 ans, est diffusé en exclusivité le 10 juillet 2008.
- « Un clip spectaculaire aux effets spéciaux troublants. » (Paris Match)[18]
- « Un clip qui vaut vraiment le détour. » (Le Point)[20]
- « Ce vidéo-clip chic et choc aux effets spéciaux spectaculaires est à l'image de l'artiste : étonnant et imprévisible. » (Télé 7 jours)[21]
- « Un rôle extrêmement sensuel qui n'est pas sans rappeler Libertine ou Pourvu qu'elles soient douces. » (La Dépêche du Midi)[22]
- « Une vidéo truffée d'effets spéciaux digne de ses débuts. »[23]
- « Un clip très sophistiqué. »[3]

### Influence du clip et plagiat
En 2010, le clip All The Lovers de Kylie Minogue présente plusieurs similitudes avec le clip de Dégénération.
En 2011, l'artiste ukrainienne ГиллерА propose un clip pour sa chanson Я люблю тебя extrêmement semblable au clip de Dégénération et va même jusqu'à reprendre certaines images du clip de Mylène Farmer.

## Promotion
Mylène Farmer n'effectue aucune promotion pour la sortie de ce single.

## Classements hebdomadaires
En seulement trois jours, Dégénération réalise un record en devenant la plus grosse vente de téléchargements enregistrée en France en une semaine. Lors de sa sortie physique dans le commerce, le single se classe également no 1 des ventes, enregistrant le meilleur score hebdomadaire de l’année.
Le titre restera classé 40 semaines dans le Top Singles, dont 17 semaines dans le Top 50.
| Classement (2008)        | Meilleure position |
| ------------------------ | ------------------ |
| Belgique - Wallonie      | 1                  |
| Europe                   | 6                  |
| France (Ventes)          | 1                  |
| France (Téléchargements) | 1                  |
| France (Clubs)           | 10                 |
| France (TV)              | 16                 |
| France (Radios)          | 51                 |
| Russie                   | 65                 |
| Suisse                   | 26                 |

## Liste des supports
| 1. | Dégénération                | 5:27 |
| 2. | Dégénération (Radio Edit)   | 4:05 |
| 3. | Dégénération (instrumental) | 5:27 |

| A1. | Dégénération                                    | 5:27 |
| A2. | Dégénération (Tomer G Sexy Club Mix)            | 8:33 |
| B1. | Dégénération (MHC Future Generation Remix Club) | 6:29 |
| B2. | Dégénération (Manhattan Clique Mix)             | 3:20 |

## Crédits
- Paroles : Mylène Farmer
- Musique et production : Laurent Boutonnat
- Programmation, claviers et arrangements : Laurent Boutonnat
- Guitare : Sébastien Chouard
- Basse : Bernard Paganotti
- Batterie : Matthieu Rabaté
- Chœurs : Mylène Farmer, Alexia Waku, Desta Hailé, Mamido Bomboko, Aline Bosuma
- Prise de son et mixage : Jérôme Devoise
- Studio d'enregistrement : Studios ICP (Bruxelles)
- Studio de mixage : Studio Guillaume Tell (Paris)
- Éditions : Isiaka[39]

## Interprétations en concert
Dégénération est interprété pour la première fois en concert lors du Tour 2009 de Mylène Farmer.
Assise sur un scarabée géant, Mylène Farmer chante le titre en prenant des poses lascives avant de monter sur une plateforme qui s'élève. Autour d'elle, des rayons laser verts éclairent la scène tandis que les danseurs effectuent une chorégraphie signée par Nataly Aveillan.
Le titre n'a pas été réinterprété lors de Timeless 2013, ni lors de la résidence de Mylène Farmer à Paris La Défense Arena en 2019.
Lors de la tournée des stades Nevermore 2023/2024, la chanson est présente un court instant au sein d'un medley où sont joués plusieurs extraits de ses anciens titres.

## Albums et vidéos incluant le titre

### Albums de Mylène Farmer
| Année | Album            | Version                                     | Durée | Certifications de l'album                |
| 2008  | Point de suture, | Version Album Instrumental (réédition 2021) | 5:22  | 3 × Platine · Platine · Or · 2 × Platine |
| 2009  | No 5 on Tour     | Live 2009                                   | 6:59  | 2 × Platine · Or                         |
| 2011  | 2001-2011        | Radio Edit                                  | 4:05  | 2 × Platine · Or                         |
| 2020  | Histoires de     | Radio Edit                                  | 4:05  | Platine                                  |
| 2024  | Nevermore        | Medley Remember                             | 3:45  | Platine                                  |

### Vidéos de Mylène Farmer
| Année | Vidéo                             | Version                           | Durée | Certifications de la vidéo |
| 2010  | Stade de France                   | Live 2009                         | 6:51  | Diamant · Or               |
| 2021  | Les clips - L'intégrale 1999-2020 | The Farmer's Project (Vidéo-clip) | 15:23 | -                          |
| 2024  | Nevermore                         | Medley Remember                   | 3:47  | Diamant                    |